# Kanał Żerański

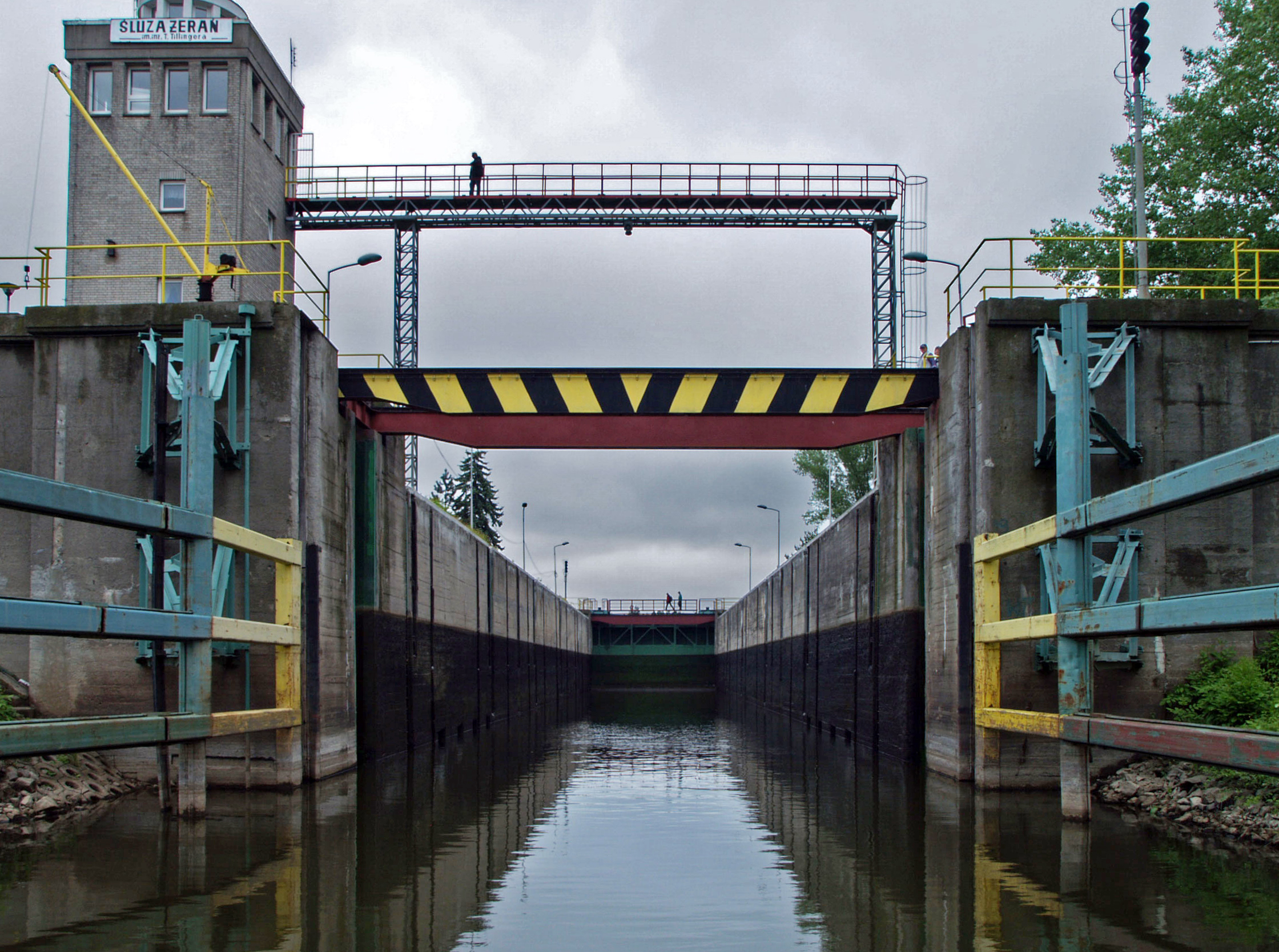
Śluza im. inż. Tadeusza Tillingera

Kanał Żerański (obowiązująca nazwa urzędowa), kanał Żerań-Zegrze (nazwa używana w planie zagospodarowania przestrzennego województwa mazowieckiego), dawn. Kanał Królewski – kanał wodny o długości 17,3 km łączący Wisłę i Jezioro Zegrzyńskie pomiędzy warszawskim Żeraniem a Nieporętem. Zgodnie z Rozporządzeniem Rady Ministrów z 2002 r. ws. klasyfikacji śródlądowych dróg wodnych, kanał ma klasę żeglowną II.

## Historia
Pierwotnie w XVII wieku w miejscu północnego odcinka dzisiejszego Kanału Żerańskiego, powstał Kanał Królewski z polecenia króla Zygmunta III Wazy. Zadaniem tego kanału było „ściągnąć wody z puszczy” (Puszczy Słupeckiej), czyli uregulowanie rzeki Długiej na odcinku od Kobiałki do Narwi, która zagrażała wylewami dworowi myśliwskiemu Wazów w Nieporęcie. Kanał Królewski, na odcinku od Aleksandrowa do Nieporętu, został wykorzystany przy budowie Kanału Żerańskiego. Na południe od rzeki Czarnej, Kanał Królewski przebiega po zachodniej stronie ul. Granicznej w Stanisławowie Pierwszym, a na terenie Warszawy pomiędzy ulicami Ruskowy Bród a Olesin.

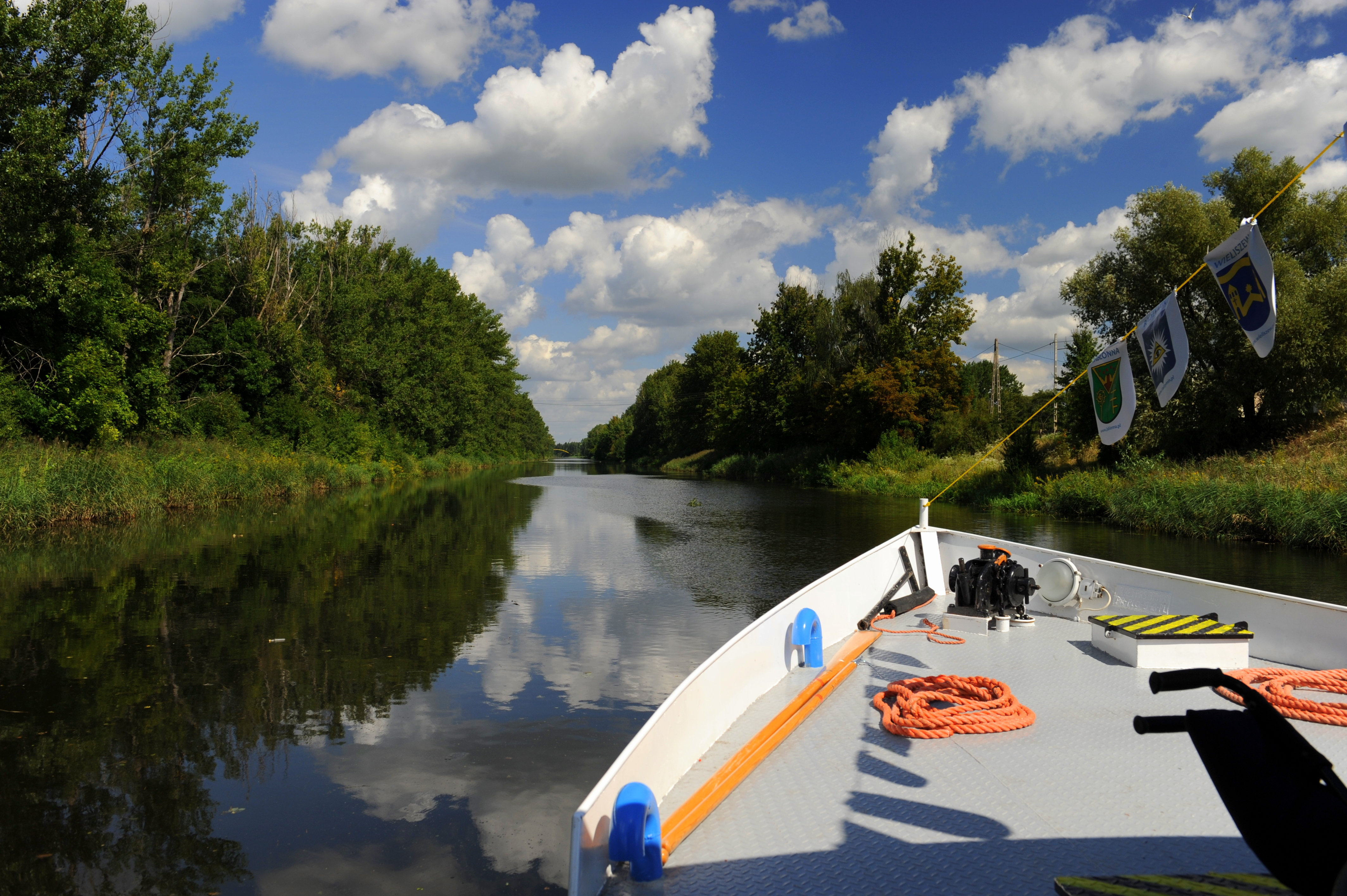
Kanał Żerański koło Kobiałki, widok w stronę Nieporętu

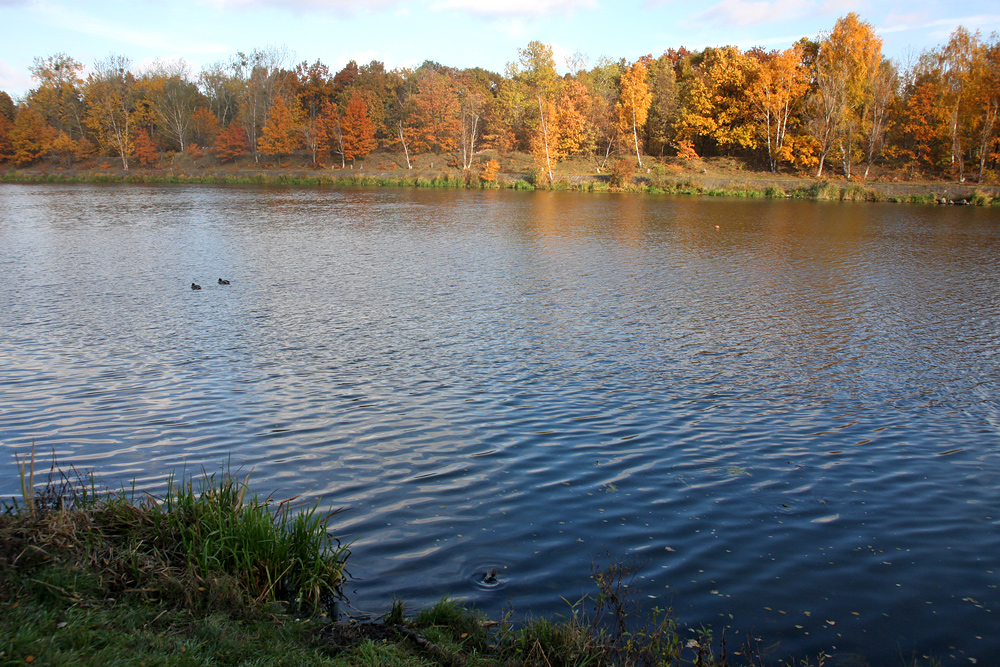
Kanał Żerański, widok od strony ulicy Krzyżówki

Kanał Żerański jest kontynuacją robót prowadzonych już w I poł. XIX w. Wobec odcięcia od Bałtyku przez Prusy powstał plan, aby otworzyć drogę na Bałtyk przez Narew i Niemen, które należało połączyć spławnymi kanałami. Między Narwią a Niemnem przeprowadzono Kanał Augustowski, a między Bugiem a Dnieprem kanał znany jako Kanał Królewski.
Pierwszym projektem połączenia kanałem żeglownym Wisły i Narwi, był projekt kanału z Pragi do Zegrza, z lat dwudziestych XIX wieku, o którym wspomina artykuł z 1841 roku opublikowany w Bibliotece Warszawskiej.
W 1832 roku z inicjatywy Banku Polskiego opracowany został kolejny projekt.
Gazeta Świąteczna z 1891 roku, donosiła o planowanej przez Stanisława Skarżyńskiego, właściciela Popowa budowie kanału żeglownego łączącego Wisłę z Narwią. Stanisław Skarżyński miał już mieć gotowe wszystkie plany i kosztorysy, a gazeta z nadzieją pisała „w niedalekiej przyszłości otworzy się nowa a ważna droga wodna, która niemało stosunki z gubernią Łomżyńską ułatwi i bardziej te strony ożywi”.
Kolejna koncepcja budowy kanału pomiędzy Bugiem a Wisłą powstała już w 1910 r. – Carskie Ministerstwo Komunikacji opracowało projekt drogi wodnej Wisła-Dniepr. Skanalizowany miał być Bug od Brześcia do Małkini i dalej od Małkini do Warszawy miał biec kanał długości 90 km. Projekt po przeróbkach zaakceptowano w formie kanału Żerań-Zegrze, który miał skrócić drogę wodną Bug-Wisła z 61 do 20 km. Zadaniem tego kanału miało być też odwodnienie doliny Bródnowsko-Nieporęckiej oraz zlewni rzeki Długiej i Kanału Bródnowskiego.
Pierwsze prace ruszyły dopiero w 1919 r., ale szybko zostały przerwane. Kolejne prace podjęte w latach 1935–1938 zaowocowały budową wąskiego kanału na Żeraniu o długości ok. 2,5 km, który służył odprowadzaniu wody z Kanału Bródnowskiego.
Do pomysłu powrócono w 1950 r. i już w 1951 r. na początku współczesnego Kanału Żerańskiego wybudowano port oraz śluzę. Dwustronna śluza im. inż. Tadeusza Tillingera pomiędzy portem Żerańskim a Wisłą ma komorę o wymiarach 85 × 12 m oraz długość 104 m. Prace nad budową Kanału poprzedziły badania prowadzone przez prof. Czesława Zakaszewskiego, który opracował raport pt. „Wpływ kanału żeglugi Żerań-Zegrze na stosunki wodne tarasu praskiego”.
W nocy z 29 na 30 maja 2008 r. pomiędzy 3 a 6 nad ranem został podniesiony most kolejowy na modernizowanej do większych prędkości pociągów linii kolejowej nr 9 nad Kanałem Żerańskim o masie 150 ton i przeniesiony przez największy w Polsce dźwig gąsienicowy. Most został postawiony na podporach na nabrzeżu kanału i przejazd pociągów nastąpił po sąsiednim moście, który został poddany remontowi we wrześniu 2009 r.

## Charakterystyka
Kanał Żerański przebiega w przybliżeniu z północy na południe. Około połowa długości kanału znajduje się w granicach administracyjnych Warszawy. Z Jeziorem Zegrzyńskim kanał łączy się w skrajnie południowym punkcie, z Wisłą na terenie Żerania, na południu dzielnicy Białołęka. Śluzy kanału znajdują się w Warszawie, przy samej Wiśle. Nad kanałem jest 10 mostów drogowych i 3 kolejowe.
Kanał ma też duże znaczenie lokalne. W miejscu połączenia z Wisłą jest druga co do wielkości warszawska elektrociepłownia – Elektrociepłownia Żerań. Zakład ten używa kanału jako zbiornika wody technologicznej. Przy śluzie jest też port o stałym poziomie lustra wody służący m.in. jako magazyn dla barek transportowych. Kanał jest też jednym z najbardziej cenionych terenów wędkarskich w Warszawie, regularnie odbywają się tam zawody wędkarskie. Z powodu zrzutu wody technologicznej z elektrociepłowni do portu woda w kanale jest zdecydowanie cieplejsza niż np. w Wiśle, co wpływa na liczebność ryb.
Ze względu na swoją charakterystykę, tereny nad Kanałem Żerańskim są wykorzystywane do rekreacji, zarówno jeżeli chodzi o sporty wodne, jak również turystykę pieszo-rowerową. Wzdłuż Kanału biegnie jedna z najpopularniejszych tras rowerowych w stolicy, łącząca ją z Zegrzem i Nieporętem. Kanał Żerański stanowi również arenę zmagań podczas zawodów łodzi smoczych, a także regat długodystansowych stanowiących trening dla polskiej kadry wioślarskiej. Swoją bazę kajakowo-wioślarską ma tan klub Spójnia Warszawa. W okolicy zlokalizowano także przystanek statku „Zefir” pływającego do Serocka, w ramach jednej z linii turystycznych ZTM Warszawa.

## Gazociąg wysokiego ciśnienia

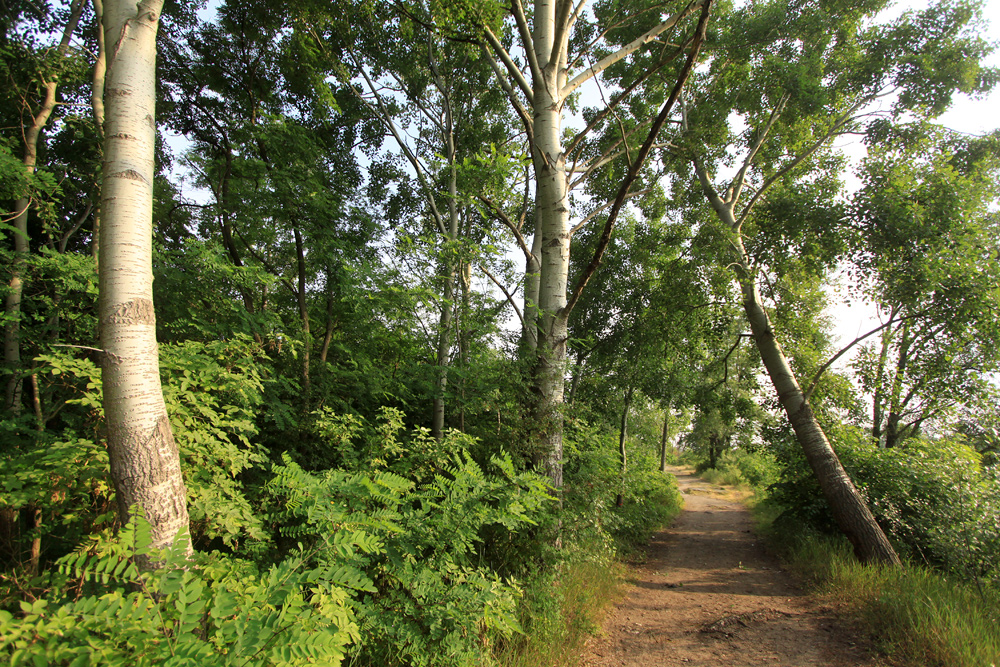
Tereny zielone nad Kanałem Żerańskim

W związku z modernizacją Elektrociepłowni Żerań, spółka PGNiG Termika planowała budowę gazociągu wysokiego ciśnienia wzdłuż Kanału Żerańskiego, na odcinku Żerań-Rembelszczyzna. Ze względu na znaczącą ingerencję w środowisko (m.in. konieczność wycinki od 1400 do 3000 drzew), inwestycja spotkała się z krytyką części mieszkańców Białołęki. W wyniku rozmów w grudniu 2015 r. powołano Radę Konsultacyjną złożoną z przedstawicieli mieszkańców, a spółka PGNiG Termika zobowiązała się do wykonania nasadzeń zastępczych i zagospodarowania terenu po realizacji inwestycji, m.in. poprzez budowę traktu pieszo-rowerowego wzdłuż całej trasy gazociągu.
Powołując się na aspekty prawne, w listopadzie 2015 r. spółka PGNiG Termika wraz z inwestorem, spółką GAZ-SYSTEM S.A., zdecydowały się na realizację gazociągu w trybie specustawy. Poskutkowało to zmianą w wydawaniu decyzji administracyjnych, bowiem za procedowanie inwestycji odpowiada od tej pory wojewoda mazowiecki. W toku rozmów Wiceprezydent Warszawy Michał Andrzej Olszewski zobowiązał się do stworzenia spójnej koncepcji zagospodarowania terenu po budowie inwestycji, która zostanie wyłoniona podczas warsztatów konsultacyjnych z mieszkańcami.
Gaz-System  zadeklarował w listopadzie 2016 roku, że po wybudowaniu gazociągu, na terenach wzdłuż Kanału Żerańskiego dokona nasadzenia 1500 sztuk drzew o obwodzie minimum 8 centymetrów na wysokości 1 metra w pasie montażowym. We wrześniu 2019 roku budowa gazociągu Rembelszczyzna-EC Żerań została zakończona.